# Hierograma
Hierograma es una palabra derivada del griego y que significa literalmente Letra Sagrada, también se le puede referir como Hieroglífico y son letras o símbolos que están asociados con las religiones. Estas letras podían usarse tanto como protección, maleficio o como para transferir propiedades sobrenaturales al objeto o lugar en donde fueran plasmados.

## Orígenes
Se conoce actualmente tanto egipcios, persas, mesopotámicos y otros pueblos antiguos y precolombinos usaron este género de escritura, principalmente en los monumentos.
- Datos: Q5897547